# 39e brigade de défense côtière
Pour les articles homonymes, voir 126e brigade.
La 126e brigade de défense territoriale (en ukrainien : 126-та окрема бригада територіальної оборони) est une brigade des forces de défense territoriale ukrainiennes basée à Odessa et dépendant du commandement opérationnel sud.

## Historique
Le chef de l'administration militaire régionale d'Odessa, Maxym Martchenko annonce la formation prochaine d'une nouvelle brigade de défense territoriale à Odessa le 5 mars 2022. Elle est créée trois jours plus tard. Le lendemain, l'unité intègre ses premiers réservistes. Le 23 mars est la date officielle de création de la brigade. Le 12 mai, elle forma près de deux mille soldats supplémentaires pour la Défense territoriale.
Le colonel Larysa Yakobchuk est nommé commandant adjoint chargé du soutien moral et psychologique. Elle est la première femme commandant adjoint des forces de défense territoriale,.

### Guerre russo-ukrainienne
Lors de creusement de tranchées près d'Odessa en mai, des unités de la brigade déterrent des amphores datant du IVe ou du Ve siècle av. J.-C. Toutes les découvertes sont remises au musée archéologique d'Odessa.
L'unité « Chimère » est une petite formation soudée composée de soldats ayant une expérience préalable du combat. Ils combattent près de Mykolaïv et participent à la libération de Kherson en septembre 2022. La brigade regroupe également les groupes tactiques « Hunter » et « Oscar » pour aider à libérer l'oblast de Kherson.
Le 4 décembre, la brigade reçoit son drapeau de bataille.

## Structure

### Ordre de bataille
À partir de 2022, l'ordre de bataille de la brigade est la suivante :
- État-major de la brigade,
  - 
    -  Compagnie de protection du QG

  -  220e bataillon de défense territoriale[11]
  -  221e bataillon de défense territoriale
    - Batterie de mortiers, (mortiers, drones quadricoptère)[12]

  - 222e bataillon de défense territoriale[13]
  - 223e bataillon de défense territoriale
  - 224e bataillon de défense territoriale
  - 245e bataillon de défense territoriale[14]
  - 246e bataillon de Défense Territoriale (unité n° A4437)
  -  Unité « Chimère » commandant Oleksandr Kapshin[9]
  - Compagnie d'ingénierie
  - Compagnie de communication
  - Compagnie de logistique
  - Batterie de mortiers

### Commandants
- Colonel Serhii Kuts[15] (2022)
- Colonel Vadym Mykha (depuis 2023)

## Traditions

### Insignes
- (uk) Cet article est partiellement ou en totalité issu de l’article de Wikipédia en ukrainien intitulé « 126-та окрема бригада територіальної оборони (Україна) » (voir la liste des auteurs).

#### Insigne d'arme de la brigade

Insigne d'arme de la brigade

Insigne d'épaule de combat

L’insigne de bras de la brigade a été développé par le Département central du développement et du soutien logistique des forces armées ukrainiennes. Il a été approuvé le 25 juillet par le commandant en chef des forces armées ukrainiennes, le général Valeri Zaloujny. L’insigne de bras a été introduit par l’arrêté n°352 du commandant de l’unité militaire du 6 août 2022.
Description de l'insigne :
- insigne d'arme : D'azur à un mur de gueules crénelé de deux pièces mouvant de la pointe et des flancs, chargé de deux chevrons d'argent alésés, renversés, rangés en fasce et accolés
- insigne d'épaule de combat : même chose mais utilisation de couleurs désaturées pour des raisons de camouflage.

Symbolique des figures utilisées :
- L’élément central symbolise les défenses d'un blaireau vu de face. Il fait référence aux armes des seigneurs Yazlovetski (uk) utilisées comme armoiries de la ville de Khadjibeï (le nom historique d’Odessa).
- Le mur crénelé symbolise la stabilité et la fermeté. C'est également le symbole des forces territoriales.

armes des Yazlovetski

#### Insigne de motivation de la brigade

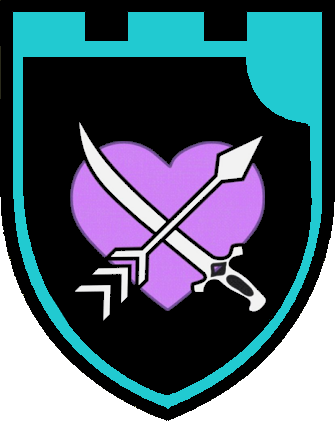
Insigne de motivation de la brigade

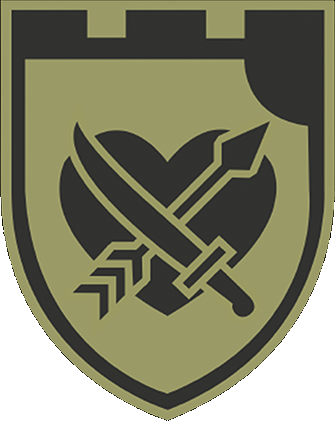
Insigne de motivation couleur atténuée

L'emblème de motivation de la brigade est basé sur les armoiries de Sydir le blanc (uk), chef de l'armée cosaque de la mer Noire.
Bien que reprenant des armoiries et adoptant un style héraldique, cet insigne ne peut pas être blasonné notamment en matière de couleurs non héraldiques (turquoise, kaki). Il s'agit plus d'un logo que d'armoiries.
Description de l'insigne :
- insigne de motivation : mur crénelé turquoise sur lequel se trouve un bouclier noir présentant un cœur violet au-dessus duquel se croisent un sabre et une flèche blancs.
- version atténuée : répond à la même description, mais en monocolore désaturé

Symbolique des figures :
- Le cœur symbolise l'amour pour la patrie, Dieu et la terre natale.
- Le sabre d'un cosaque est l'incarnation de l'épée d'un chevalier, symbole de volonté et de fraternité martiale.
- La flèche est un symbole solaire, signifiant mouvement, quête de nouveaux sommets et victoire.
- Le bouclier est un symbole de défense, d'honneur et de protection de Dieu.
- Le mur crènelé symbolise la stabilité et la fermeté. Le mur crènelé est le symbole des forces territoriales.

Symbolique des couleurs :
- Le noir est la couleur principale de tout le brassard.
- La turquoise symbolise la couleur des eaux de la mer Noire, qui ont la couleur la plus foncée du monde, parmi lesquelles prédomine la couleur vert-bleu de l'eau.
- Le violet est utilisé pour transmettre toute la profondeur de la puissance de l'âme et la pureté de l'esprit.
- Le blanc signifie monde, noblesse, puissance supérieure - « la couleur des rêves ».

armes de